# Ksar El Aïn
Ksar El Aïn, Ksar El Dhibbène ou Ksar Ech Charchera est un ksar de Tunisie situé dans le gouvernorat de Tataouine.

## Localisation
Le ksar se situe dans la plaine de la Djeffara en surplomb d'une sebkha. L'humidité ambiante attire les mouches (dhibbène), donnant au ksar l'un de ces noms.

## Histoire
La fondation du ksar est datée de la période du protectorat français de Tunisie. Il est abandonné dans les années 1960 comme d'autres ksour de plaine.
Le 15 mars 2022, un arrêté en fait un monument classé.

## Aménagement
Le ksar en forme de demi-cercle (120 mètres de diamètre) compte 81 ghorfas, réparties sur un étage (une seule sur deux étages). L'ancien local du forgeron se trouve au centre de la cour.
Partiellement restauré, il sert de station d'escale pour l'armée de terre.